# Список епізодів телесеріалу «Інтерни»
Комедійний серіал Інтерни розпочався в Росії 29 березня 2010 року. Кожна серія серіалу «Інтерни» розбита на три частини. Час кожної серії (25 хвилин) поділено між усіма героями серіалу рівномірно.

## 1 сезон
| № | Назва                                                 | Дата прем'єри   |
| --- | ----------------------------------------------------- | --------------- |
| 1.1 | «Зустрічаємо інтернів»                                | 29 березня 2010 |
| День у доктора Бикова починався дуже добре - вивів людину з клінічної смерті, встиг пофліртувати з медсестрою і посварився з головним лікарем. Є тільки одна погана новина - в його розпорядження надходять 4 інтерни. Левін вважає себе генієм медицини, Романенко - син головного лікаря, Лобанов не блищить розумом, а Чорноус - взагалі ... дівчина. Їх чекає веселий рік в інтернатурі, але спочатку треба пережити перший день.                                                               |                                                       |                 |
| 1.2 | «Перші пацієнти»                                      | Буде оголошено  |
| Інтерни отримують своїх перших пацієнтів: жінку з великими «буферами», бабусю зі скачучим тиском, пацієнта в комі і Купітмана, що відходить із запою. |                                                       |                 |
| 1.3 | «Підбиваємо підсумки дня»                             | Буде оголошено  |
| Левіна застали за онанізмом в душі, Лобанов трохи не угробив стареньку, Романенко опитав пацієнта прямо з коми, а Чорноус особисто пронесла пацієнтові в лікарню алкоголь і сигарети. Усі отримали «двійку» і залишилися на нічне чергування. |                                                       |                 |
| 2.1 | «Середня довжина члена, 4 інтерна і бабуся-венеролог» | 31 березня 2010 |
| Биков стикається з «питущою бабусею» Купітманом, скаржиться на інтернів і позичає йому Лобанова на день. Варі і Романенку доручено підготувати хворого до операції - зробити клізму й поголити пах. |                                                       |                 |
| 2.2 | «Трохи кофеїнчику, венерології та інсультів»          | Буде оголошено  |
| Биков влаштовує іспит Левіну, але той його провалює і відправляється в покарання робити канцелярську роботу в морзі. Романенко, що всю ніч тусувався в клубі, валиться з ніг спати. Варя вколює йому кофеїн, щоб той підбадьорився, а він їй у помсту - заспокійливе, щоб та заснула. Лобанов недбало оглянув хворого на вітрянку голими руками, і Купітман вирішує його провчити, але обертається це зовсім не так, як він задумав.                                                                |                                                       |                 |
| 2.3 | «У мене в морзі встав!»                               | Буде оголошено  |
| Заснувшу на каталці Варю санітари помилково відвезли в морг, де вона, прокинувшись, на смерть перелякує Левіна. |                                                       |                 |
| 3 | «Допоможіть мені заховати тіло»                       | 1 квітня 2010   |
| Биков віддає під нагляд Левіна бабусю, яка сама собі вигадує діагнози. Натхненний очкарик вирішує, що він відкрив нову хворобу. А Лобанову попався в пацієнти справжній "Робокоп" - невдаха-жартівник засунув голову в каструлю. Питання одне: відрізати голову, щоб зняти чужорідне тіло чи ні? |                                                       |                 |
| 4 | «Романенко та Чорноус дуже скоро пересплять»          | 5 квітня 2010   |
| Романенко розпускає слух, що переспав з Варею. Варя мстить і говорить всім, що їй та ніч зовсім не сподобалася, тому що у Романенко великий і товстий лише гаманець. Романенко просить Лобанова спростувати цю підлу брехню. І тепер вся лікарня говорить про те, що двом інтернам пора б видати не білі халати, а блакитні. Лобанов грає з пацієнтом в карти на гроші і постійно програє. |                                                       |                 |
| 5 | «Безмозка інфузорія, роздута зарозумілістю»           | 6 квітня 2010   |
| Невмілі майбутні лікарі продовжують наводити жах на лікарню та керівника своєї практики. Тремтячими руками інтерни Варя і Гліб прийняли пологи прямо в зламаному ліфті, за допомогою Бикова, який носився з поверху на поверх слідом за ліфтом. Інтерн Левін понюхав проспиртованних ваток і розлучився з невинністю. Інтерна Лобанова змусили працювати у відділенні шкірвенерологіі, де він тут же взявся красти коньяк. Шкода тільки, досвідчений венеролог Купітман швидко виявив недостачу ... |                                                       |                 |
| 6 | «Де моє масло? Я хочу в ньому кататися!»              | 7 квітня 2010   |
| Інтерн Левін краде труси у пацієнток, щоб довести товаришам, що він тепер справжній чоловік. Медсестра Люба підозрює Левіна в таємних збоченнях. Тим часом неприкаяний дідусь псує повітря в кабінеті головного лікаря - так доктор Биков намагається привернути увагу керівництва до того, що в лікарні не вистачає кондиціонерів. А тим часом інтерн Лобанов під шумок привозить до лікарні симулянта!                                                                                            |                                                       |                 |
| 7 | «Переспав напідпитку з медсестрою, тепер весілля»     | 8 апреля 2010   |
| Інтерн Лобанов приводить до лікарні повій VIP-пацієнтові. Інтерн Левін намагається закінчити роман з медсестрою Любою. Люба проти і буде боротися за своє щастя до кінця - з допомогою венеролога Купітмана. Але всім відомо, чим закінчуються відносини, коли в них втручається професійний венеролог ... |                                                       |                 |
| 8 | «Діамантова жопка чекає свій пальчик!»                | 13 квітня 2010  |
| Інтерн Романенко, син головного лікаря, забуває у дупі хворого ковпачок від фломастера. Проблема в тому, що пацієнт - великий спонсор багатопрофільної лікарні… У результаті в дупі може виявитися не тільки канцелярський предмет, а й уся лікарня без необхідного фінансування. Лікарні загрожує втрата репутації, а Романенко - нової машини ... |                                                       |                 |
| 9 | «А ви чули, як поводяться по-хамськи лікарі?»         | 14 квітня 2010  |
| Венеролог Купітман вчить інтерна Левіна грубіянити, а Любу хвалити чоловіків. Хворий допомагає Лобанову поставити діагноз, але Биков швидко про це здогадується. Романенко вигороджує пацієнта перед його дружиною, Варя ж хоче розповісти правду, і в результаті кожен розповідає дружині пацієнта свою версію того, що сталося. |                                                       |                 |
| 10 | «Це вже не груди, а цицьки!»                          | 15 квітня 2010  |
| Лобанов заговорив по-китайськи. Левін взявся мити підлоги в палатах. Варя не може відмовити пацієнтку від збільшення грудей, самій доводиться тимчасово їх збільшити, положення виправляє Люба. Романенко обманює співробітника ДПС ДІБДР (рос. ГИБДД) і прикрашає його «жезл» зеленкою. |                                                       |                 |
| 11 | «ПМС, гайморит і прощальний секс»                     | 19 квітня 2010  |
| Інтерн Лобанов симулює гайморит і отримує смертельний укол від доктора Бикова… Інтерни Романенко та Варя посварилися - Романенко по-злому пожартував над Варею - забруднив її одяг. Інтерн Романенко пише на спинах хворих любовні записки, а дістається за це інтерну Варі. Інтерн Левін розлучився з Любов'ю Михайлівною, і вона не бажає його бачити. І Левін вже шкодує про це… І приходить він, як завжди, до венеролога Купітмана за порадами ...                                             |                                                       |                 |
| 12 | «Де ампула!? І хто тут головний?»                     | 20 квітня 2010  |
| Левін скаржиться Кісегач на Бикова. Лобанов помиляється і підстригає іншу пацієнтку налисо. Варя шукає в сміттєвих баках ампулу, яку повинна повернути Бикову. Биков просить Кісегач підіграти йому і тим самим провчити Левіна за його "воза". |                                                       |                 |
| 13 | «Лікарі-бандерлогі та блакитний Ка»                   | 21 квітня 2010  |
| Купітман припрошує Бикова зіграти його коханця, щоб привернути увагу красивої пацієнтки. Лобанов підставляє Левіна, повідомляючи їх загальному пацієнтові по секрету, що Левін «мисливець за органами». А тим часом Романенко запрошує Варю на дачу, Варя радиться з Любою як вчинити, але з дачею все одно нічого не виходить. |                                                       |                 |
| 14 | «Гонки на колясках и лечение вниманием»               | 22 квітня 2010  |
| Левін прикинувся інвалідом і отримав від інвалідів подарунок, нібито на його день народження. Лобанов намагається відмазати від армії друга. Купітман і Биков вирішують покарати його, і Лобанов починає ховатися від ФСБ. Варя шкодує одного з пацієнтів, вислуховує його. А от потім не знає, як позбутися цього скиглія. |                                                       |                 |
| 15 | «Не попця, а сідничний м'яз!»                         | 26 квітня 2010  |
| У Левіна постійно болить голова після нічних кошмарів, за що інтерн одержує догану від Бикова. Романенко відбирає у одного пацієнта психотропні таблетки (ЛСД), замасковані під анальгін. Левін, завдяки випадку, прийнявши ЛСД за анальгін - приймає його, аж дві таблетки. Наслідки очевидні - починаються галюцинації ... |                                                       |                 |
| 16 | «Як шантаж змінює людей!?»                            | 27 квітня 2010  |
| Кісегач забирає у Романенко ключі від машини, тому що він весь час спізнюється на роботу і не слухається Бикова. Умова повернення - похвала від Бикова. Засмучений інтерн, зачаївшись в ординаторській, знімає на телефон обійми Левіна і Люби. І в голові народжується план вимагача. Лобанов зв'язується з трансвеститом. Варя намагається допомогти старенькій, яка втратила гроші. |                                                       |                 |
| 17 | «Приборкання головного лікаря!»                       | 28 квітня 2010  |
| Кісегач після невдалого робочого дня п'є з Биковим віскі… Закінчується це все ліжком. Романенко та Лобанов підколюють Левіна і змінюють імена в його телефоні. Вони видають неправильні вказівки Левіну від імені Бикова. Варя не приймає подарунки від дружини хворого, приймаючи це за хабар, а пізніше напивається цим же подарунком ... |                                                       |                 |
| 18 | «Биков VS Романенко, або головний лікар розбрату»     | 29 квітня 2010  |
| Варя приходить з похмілля і їй з Любою цікаві події минулого вечора. Лобанов фарбує губи жіночою помадою сплячому Левіну, за що отримує замурзаний цією помадою халат. Романенко замовляє ресторан, але через свою хамську поведінку віддає вечір Бикову з Кісегач. |                                                       |                 |
| 19 | «Я тебе боюся - я тебе люблю!»                        | 4 травня 2010   |
| Варя розповідає страшну історію свого кохання. Лобанов бере підряд на ремонт кабінету у Кісегач, але по дурості свариться з робітниками і змушений робити роботу сам. Романенко намагається уникнути побачення з Варею і заробляє нічне чергування. Люба і Левін соромляться один одного перед своїми друзями. Биков виграє суперечку у Кісегач, а Купітман знову дає корисну пораду. |                                                       |                 |
| 20 | «Нічні чергування - це несправедливо»                 | 5 травня 2010   |
| Варя з Романенко не можуть усамітнитися - Варя бачить у цьому «знаки». Купітман дає пораду про те, які знаки потрібно надати Варі. Дружина Лобанова намагається розібратися в критичному ставленні Бикова до її чоловіка. Левін шукає друзів. |                                                       |                 |

| № | Назва                                       | Дата прем'єри  |
| --- | ------------------------------------------- | -------------- |
| 21 | «Виховання інтелігента і Симуляція оргазму» | 15 червня 2010 |
| Лобанов на прохання Люби приймається за виховання Левіна. А у Романенко та Чорноус намітилися серйозні проблеми в особистому житті. Гліб вважає, що він "Бог сексу", а Варя - зовсім навпаки. |                                             |                |
| 22 | «Олена-циці. Левін-дупа.»                   | 16 червня 2010 |
| Кісегач збирається звільняти Бикова. Романенко та Чорноус конфліктують з приводу «колишніх цицьок». Левін отримав "смертельний" укус в сідницю від дитини в ліфті і колеться в підсобці. Купітман інтригує, а Лобанов зайнявся нелегальним бізнесом. |                                             |                |
| 23 | «Поговоримо про ЦЕ!»                        | 17 червня 2010 |
| Кісегач вмовляє Бикова провести лекцію про статеве виховання молоді. Купітман практикує Чорноус в артикуляції. Лобанов, умовивши Романенка віддати свого пацієнта, знущається над своїм армійським старшиною Слєпньовим. Люба і Левін мріють усамітнитися, але в різних ступенях "спалаху" попадаються на очі Бикову і проводять лекцію самі.                                                                                 |                                             |                |
| 24 | «Стара медична традиція»                    | 21 червня 2010 |
| Лобанов кладе дружину в терапевтичне відділення, але Ольга просить Бикова призначити їй «розумнішого» лікаря. Лобанов розчаровується в медицині і йде з інтернатури, але невдовзі повертається і рятує життя пацієнта. Варя і Гліб викликають ерекцію у пацієнта в комі, а чарівні руки Купітмана перетворюють брутальний 42 в жіночний 39.                                                                                   |                                             |                |
| 25 | «Твоя дружина - медицина!»                  | 22 червня 2010 |
| Лобанов забув про річницю весілля, і дружина, підмовивши Бикова, готує йому солодку помсту. А Чорноус вмовляє Любу сісти разом на дієту... |                                             |                |
| 26 | «Розбите серце і Втомлена печінка.»         | 23 червня 2010 |
| Биков живцем поховав Купітмана і втратив приставку. Лобанов хоче перехитрити автомат з шоколадками. А Романенко просить Левіна допомогти приховати від Чорноус своє погане минуле. |                                             |                |
| 27 | «Насіння Семена.»                           | 24 червня 2010 |
| Оскільки аналізи Олі Лобанової не виявили жодних патологій, то, виходить, справа в Лобанові, і тепер Левін буде робити з нього повноцінного чоловіка. Купітман пропонує спочатку Варі, потім Любі стати його дружиною. А Кісегач допомагає Романенку, але Биков про все дізнається. |                                             |                |
| 28 | «Як Биков всіх звільнив.»                   | 28 червня 2010 |
| Кісегач дозволяє Бикову вигнати одного інтерна. У Романенко - імунітет. Биков повідомляє інтернам, що один з них буде звільнений. Лобанов та Левін роблять все, щоб підставити один одного. А Романенко вирішує, що саме час сказати мамі, що він разом з Чорноус. Але Биков не може вибрати, кого позбутися ... |                                             |                |
| 29 | «Полігамний, олень і підозріла видра.»      | 29 червня 2010 |
| Кісегач говорить Варі, що Романенко легко може зрадити своїй дівчині. Чорноус вирішує перевірити Гліба на одній дуже симпатичній пацієнтці. Лобанов не розповідає своїй дружині про малорухливості своїх сперматозоїдів, і Купітман виписує Семену помилкову довідку про гіперактивність сперматозоїдів, щоб пояснити труднощі зачаття дитини. Романенко з Лобановим обсміюють Левіна.                                        |                                             |                |
| 30 | «Чемпіонат професійної нікчемності.»        | 30 червня 2010 |
| Биков всунув голову в петлю - йому дуже нудно! Тому сьогодні у інтернів буде незвичайний день, буде командне змагання (Романенко та Лобанов проти Чорноус і Левіна), хто швидше поставить діагноз. Биков ставить на Чорноус і Левіна, а Купітман на Романенко та Лобанова. Але в ході змагання виявилося, що діагноз у пацієнтів поставлений невірно. Всі інтерни разом з Биковим ставлять правильний діагноз і йдуть додому. |                                             |                |

## 2 сезон
| № | Назва                                                          | Дата прем'єри   |
| --- | -------------------------------------------------------------- | --------------- |
| 31 | «Друзі — алкоголіки»                                           | 6 вересня 2010  |
| Купітман втомився пити поодинці і покликав за компанію Романенко, до якого не може додзвонитися Кісегач. Варя контролює Лобанова, який ніяк не може кинути палити. А до Люби хоче повернутися її попередній чоловік, і Люба намагається залякати його своїм нинішнім «мужиком». |                                                                |                 |
| 32 | «Бити чи не бити?»                                             | 7 вересня 2010  |
| Левін бореться з Федором за увагу Люби. Гліб та Семен підказують йому тактики поведінки. Лобанову трапляється пацієнт-ексгібіціоніст, і вони з Романенко його перевиховують. Кісегач замість Купітмана відправляє в Мілан Бикова. Але не одного ...                             |                                                                |                 |
| 33 | «Розведи на секс і Розведи на ор!»                             | 8 вересня 2010  |
| Левін приніс у лікарню щура для дослідів, але Люба полюбила щура і не дає йому його вбити! Лобанов відкрив у собі страх перед гризунами. Впоратися з цим йому допоможе сам дресирувальник Запашний!                                                                             |                                                                |                 |
| 34 | «НЛО — це не смішно»                                           | 9 вересня 2010  |
| Лобанов і Левін оглядають людину, яка бачила інопланетян. Кому з інтернів тепер першому знадобиться лікування в жовтому будинку? Тим часом Люба проводить час з електриком, а Биков перебуває у блаженному неробстві.                                                           |                                                                |                 |
| 35 | «Пограємо в Хауса»                                             | 13 вересня 2010 |
| Люба змусила Левіна викинути еротичні журнали, Варя змусила пацієнта розмовляти російською мовою, а не лайливою; а Биков змусив Лобанова думати, що саме по собі дивно. |                                                                |                 |
| 36 | «Останнє випробування»                                         | 14 вересня 2010 |
| Левін піддався нападу гопників, у Варі з'явився чоловік алкоголік, Романенко рятує нареченого від необдуманого одруження, а Лобанов в цій серії нічого не робить. |                                                                |                 |
| 37 | «Левін на конференції очкастий вискочок-аутистів»              | 15 вересня 2010 |
| Пацієнт Варі настільки красивий, що в неї руки опускаються ставити йому клізму! А тим часом у лікарню приїжджає знаменитий вчений, вчитель Кісегач і Бикова. І головлікарю дуже соромно перед ним за свого сина...                                                              |                                                                |                 |
| 38 | «Зустріч анонімних підкаблучників у відділенні доктора Бикова» | 16 вересня 2010 |
| Усе таємне стає явним: Романенко зізнається Варі, що досі тусується по клубах. Лобанов зізнається дружині, що поки не готовий мати дітей. А Люба зізнається Левіну, що у неї буває ПМС. І це найстрашніше.                                                                      |                                                                |                 |
| 39 | «Ну що, мутанти! Зараз доктор вилікує вас!»                    | 20 вересня 2010 |
| Дружина вигнала Лобанова з дому, і тепер він живе у відділенні. Биков проводить ніч у кабінеті Кісегач, але тільки тому, що зламався комп'ютер. |                                                                |                 |
| 40 | «Ребрендинг Чорноус і падіння Лобанова»                        | 21 вересня 2010 |
| Романенко думає, що Варя переживає через їхню сварку, а Варя, навпаки, збирається на побачення. Лобанов дізнався про відносини Бикова і Кісегач. Люба називає Левіна криворуким, і Левін вирішує довести їй, що він спритний.                                                   |                                                                |                 |